# De viris illustribus (Petrarca)
Il De viris illustribus (Vite degli uomini illustri) è un'opera in prosa latina composta da Francesco Petrarca, contenente le biografie di uomini illustri.

## Composizione
Petrarca cominciò a lavorarvi a partire dall'estate del 1337, durante il suo soggiorno a Valchiusa. La redazione fu però rallentata già nel 1338 a causa del sopraggiungere di un nuovo progetto letterario, comunque correlato: un poema epico in latino sulla seconda guerra punica, intitolato Africa.
Il progetto originario contemplava una serie di biografie di antichi eroi romani, a partire da Romolo, verosimilmente fino a includere i primi imperatori romani, in un primo momento fino a Tito. Le vite si presentano di lunghezza disuguale: alcune piuttosto brevi, altre più lunghe; quella di Scipione l'Africano, personaggio caro a Petrarca ed eroe dell'Africa, è considerevolmente ampia. Entro il 1343, quando l'autore ne interruppe la scrittura, erano state composte le prime 23 biografie, fino a Catone il Censore.
Petrarca ricominciò a scrivere nell'estate del 1351, di nuovo a Valchiusa: ma invece di continuare con la successione cronologica dei personaggi, ampliò il piano dell'opera includendo figure anteriori a Romolo: perciò ripartì scrivendo dodici nuove biografie, da Adamo ad Ercole.
Agli anni 1360 risalirebbe la versione definitiva della biografia dedicata a Giulio Cesare, che finì però per essere molto più ampia e quindi costituire un'opera in parte distinta (De gestis Cesaris), salvo poi essere accostata da Petrarca stesso al De viris illustribus.

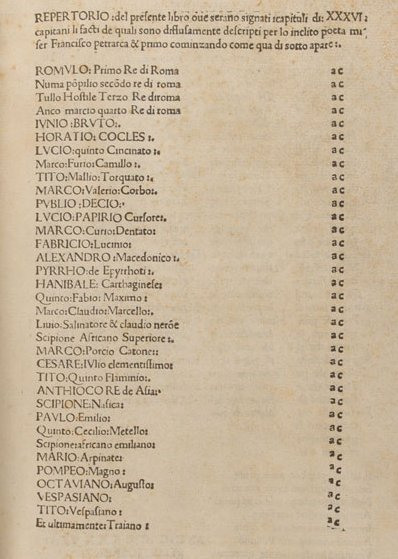
Indice di un'edizione a stampa (1476) di una traduzione in italiano: rispecchia la versione dell'opera completata da Lombardo della Seta, la quale a sua volta rifletteva il più completo piano dell'opera concepito da Petrarca

Infine, l'autore si rimise al lavoro nei primi anni 1370, quando dimorava ad Arquà, su richiesta di Francesco I da Carrara signore di Padova. L'opera fu ripresa, esclusivamente per la sezione sui personaggi romani, in una nuova veste nota come Epithoma, affiancata da una sua versione abbreviata, nota come Compendium. Sia l'Epithoma sia il Compendium erano stati compiuti solo in piccola parte quando Petrarca morì nel 1374, a settant'anni; furono entrambi portati a termine dal suo segretario Lombardo della Seta tra il 1379 e il 1380 (in particolare, la porzione del Compendium composta da Lombardo è detta Supplementum).

## Contenuto
Il De viris illustribus attuale si apre con un proemio, contenente una dedica a Francesco I da Carrara e quindi risalente all'epoca del rifacimento chiesto al poeta dal signore di Padova.
L'opera è divisa in due libri, ciascuno dei quali corrisponde a una diversa fase nella composizione.

### Libro I
Il I libro contiene le biografie di uomini illustri dell'antichità classica, per la maggior parte romani. Sulla scorta di vari repertori compilati dall'autore, si ritiene che nella sua versione più completa il libro avrebbe dovuto contenere 36 biografie, arrivando fino a Tito o, seguendo i repertori più tardi e anche più completi, fino a Traiano; inoltre tutti e 36 i personaggi in questione o compaiono come personaggi, o sono citati almeno una volta, anche nell'Africa. Nei fatti, però, il libro petrarchesco si arresta alla ventitreesima biografia, quella di Catone il Censore, per un totale di ventidue capitoli.
Petrarca compose le vite:
1. De Romulo primo Romanorum rege
2. De Numa Pompilio secundo Romanorum rege
3. De Tullo Hostilio tertio Romanorum rege
4. De Anco Martio quarto Romanorum rege
5. De Iunio Bruto primo Romanorum consule
6. De Horatio Cocle
7. De Lucio Quintio Cincinnato
8. De Marco Furio Camillo
9. De Tito Manlio Torquato
10. De Marco Valerio Corvo
11. De Publio Decio
12. De Lucio Papirio Cursore
13. De Marco Curio Dentato
14. De Fabritio Lucinio
15. De Alexandro Macedone
16. De Pyrro Epyrotarum rege
17. De Hanibale Carthaginensium duce
18. De Quinto Fabio Maximo cuntatore
19. De Marco Claudio Marcello
20. -21. De Claudio Nerone et Livio Salinatore

- 22. De Publio Cornelio Scipione Africano maiore
- 23. De Marco Portio Catone censorio[8]

A queste si può accostare, seguendo le volontà dell'autore, il:
- 24. De gestis Cesaris

Petrarca non scrisse le progettate vite di:
- Tito Quinzio Flaminino
- Antioco
- Scipione Nasica
- Paolo Emilio
- Quinto Cecilio Metello
- Scipione Emiliano
- Gaio Mario
- Pompeo Magno
- Ottaviano Augusto
- Vespasiano
- Tito
- Traiano

### Libro II
Rimettendosi all'opera anni dopo, Petrarca non continuò in ordine cronologico la precedente serie interrotta, anzi prese a scrivere biografie di personaggi ancora più antichi, tratti dall'Antico Testamento e dalla mitologia classica, che andarono quindi a comporre il Libro II.
1. Adam
2. Noè
3. Nemroth
4. Ninus
5. Semiramis
6. Abraam
7. Ysaac
8. Iacob
9. Ioseph
10. Moyses
11. Iason
12. Hercules[8]

## Fonti
Fonte privilegiata di Petrarca furono gli Ab Urbe condita libri di Tito Livio e la Farsaglia di Lucano.
Per il De gestis Cesaris si avvalse del De bello Gallico e del De bello civili.

## Fortuna
Fortemente colpito da Petrarca dopo averne fatto la conoscenza, nel corso degli anni 1350 Giovanni Boccaccio compose due opere chiaramente influenzate dal De viribus illustribus, ossia il De casibus virorum illustrium e il De mulieribus claris.
Sul finire del '300, Donato Albanzani produsse un volgarizzamento della sezione romana del De viris illustribus (incluse le biografie completate da Lombardo della Seta), intitolandolo Libro degli huomini famosi. La versione di Donato ebbe la sua editio princeps nel 1476 e riscosse notevole diffusione e successo, come il suo volgarizzamento del De mulieribus claris di Boccaccio.

### Annotazioni
1. ↑  Con le eccezioni di Alessandro, Pirro, Annibale e Antioco (quest'ultima progettata ma non composta).
2. ↑  In quanto il capitolo XX contiene due vite: Claudio Nerone e Livio Salinatore.
3. ↑  Le quali tuttavia furono composte da Lombardo della Seta tra il 1374 e il 1390.

### Riferimenti
1. ↑   James Christopher Warner, The Augustinian Epic: Petrarch to Milton,  p. 221.
2. ↑   Benjamin G. Kohl, Petrarch's Prefaces to de Viris Illustribus, in History and Theory, vol. 13, n. 2, 1974,  pp. 132-144, DOI:10.2307/2504856. URL consultato il 14 febbraio 2025., p. 133.
3. 1 2 3  Benjamin J. Kohl, Petrarch's Prefaces to de Viris Illustribus, p. 134.
4. 1 2   Victoria Kirkham e Armando Maggi (a cura di), Petrarch: A Critical Guide To The Complete Works,  p. 110.
5. ↑  Sul titolo, che a quest'epoca evidentemente era inteso non come epitome ma come "compilazione", cfr.  Iñigo Ruiz Arzalluz, Epitome = Compilatio: Paolino Veneto, Lombardo Della Seta, Sicco Polenton, in Aevum, vol. 93, n. 2, 2019,  pp. 559-574. URL consultato il 20 febbraio 2025.
6. ↑  Benjamin J. Kohl, Petrarch's Prefaces to de Viris Illustribus.
7. 1 2  Benjamin J. Kohl, Petrarch's Prefaces to de Viris Illustribus, p. 133.
8. 1 2  Rimasta incompiuta:  Il Mondo di Petrarca, su www.internetculturale.it. URL consultato il 20 febbraio 2025.
9. ↑   Victoria Kirkham e Armando Maggi (a cura di), Petrarch: A Critical Guide To The Complete Works,  p. 107.
10. ↑  Una digitalizzazione, a cura della Biblioteca europea di informazione e cultura, è consultabile su  Libro degli huomini famosi, su preserver.beic.it. URL consultato il 14 febbraio 2025..